# Zsurlófafélék
A zsurlófafélék (Calamitaceae) a zsurlók (Equisetopsida) osztályába és a fosszilis zsurlófák (Calamitales) rendjébe tartozó család.

## Tudnivalók
A zsurlófafélék egy fosszilis családot alkotnak, és rokonságban állnak a ma is élő zsurlókkal. Egyes fajok, faszerű növényekké fejlődtek a karbon korban. A család a tudományos nevét, a legismertebb nemzetségéről, az úgynevezett Calamitesról kapta.
Mivel egyes ide sorolt fajok csak hiányos maradványokból ismertek, az is meglehet, hogy két külön fajnak tekintett maradvány ugyan annak a növénynek más-más része.

## Rendszerezés
Az alábbi nemzetségek és fajok tartoznak ide (lehet, hogy a lista hiányos):
- Annularia
  - Annularia stellata
- Arthropitys
- Asterophyllum vagy Asterophyllites
- Astromyelon
- Calamites
  - Calamites carinatus
  - Calamites suckowi
  - Calamites undulatus
- Calamocarpon
- Calamostachys
  - Calamostachys binneyana
- Cingularia
- Mazostachys
- Paleostachya

## Fordítás
- Ez a szócikk részben vagy egészben  a   Calamitaceae című angol Wikipédia-szócikk ezen változatának fordításán alapul.  Az eredeti cikk szerkesztőit annak laptörténete sorolja fel. Ez a jelzés csupán a megfogalmazás eredetét és a szerzői jogokat jelzi, nem szolgál a cikkben szereplő információk forrásmegjelöléseként.